# Aeroport de Porto Amboim
L'aeroport de Porto Amboim (codi IATA: PBN, codi OACI: FNPA) és un aeroport que serveix Porto Amboim a la província de Kwanza-Sud a Angola.
La balisa no direccional de Porto Amboim (Ident: PA) es troba al camp.